# ماركو منديز
ماركو منذيز (ولد ماركو أنيبال منذيز راميريز "Marco Anibal Méndez Ramírez "؛ في 1 أكتوبر 1976؛ أوروابان، ميتشواكان) هو ممثل مكسيسكي.
بدأ منذيز مسيرته كعارض أزياء ثم في وقت لاحق درس التمثيل في مركز التدريب الفنون التابعة لـتيليفيزا وشارك في العديد من مسلسلات التلفزيونية ولكن غالباً ما يكون بأدوار ثانوي سواء مهمة أو غير مهمة، وأيضا يعتبر من أكثر الممثليين المكسيكيين ظهورا في المسلسلات المكسيكية التي تم عرضها على شاشات العربية حيث ظهر في أكثر من 6 مسلسلات:-
1. سالومي بدور ليون.
2. روبي (مسلسل) من أشهر المسلسلات المكسيكية، بدور لويس دوارتي لوبيز.
3. الحب مرة أخرى بدور كونزالو.
4. المرأة الجافة بدور ألبرتو.
5. أنتصار الحب بدور فابيان دوارتي.
6. قلوب لاتعرف الحب بدور أستيبان.

وحصل أخيراً عام 2013 في أخر مسلسل له Las Bandidas بدور ألونسو، ومن مسلسلاته التي لم تعرض على الشاشات العربية منها مسلسل Las vías del amor الذي تم إنتاجه عام 2002 هو أول مسلسل له بجانب أراسيلي أرامبولا وخورخي ساليناس وغابريل سوتو بدور أوسكار منذيز، ومسلسل Muchachitas como tú حصل دور من الأبطال الرئيسي كدور راقص في مركز تدريب بجانب الممثلة أرديان دياز وخوسيه رون، وأيضا في مسلسلQuerida Enemiga بجانب الممثليين غابريل سوتو وخورخي أرافينا وغيرها من المسلسلات التي مثل فيها.

## وصلات خارجية
- ماركو منديز على موقع IMDb (الإنجليزية)
- ماركو منديز على موقع قاعدة بيانات الفيلم (الإنجليزية)